# Год шести императоров
Год шести императоров — 238 год, в течение которого в Римской империи шестеро человек являлись официальными императорами.

## События
В начале года императором был Максимин I Фракиец, носивший этот титул с 235 года. Согласно более поздним источникам, он был жестоким тираном, и в январе 238 года вспыхнуло восстание в Северной Африке. В Истории Августов говорится:

«Римляне больше не могли терпеть его бесчинства — то, что он пользовался услугами доносчиков и обвинителей, выдвигал ложные обвинения, убивал невинных, осуждал всех, кто являлся в суд, доводил богатых людей до крайней нищеты и никогда не добывал деньги каким-либо иным способом, как через разорение других людей, казнил многих военачальников и носителей консульского звания безо всяких оснований, иных перевозил в клетках без еды и питья, иных держал в заключении, короче, не брезговал никакими жестокостями при достижении своих целей — и, не в силах терпеть больше, люди подняли против него восстание.»

Группа молодых аристократов в Африке убила императорского сборщика налогов, а затем обратилась к губернатору, Гордиану, и потребовала, чтобы тот объявил себя императором. Гордиан согласился с неохотой, и поскольку ему уже было 80 лет, он решил объявить соправителем своего сына, наделив его равными полномочиями. Сенат признал отца и сына императорами под именами Гордиан I и Гордиан II, соответственно.
Их правление длилось всего 20 дней. Капелиан, губернатор соседней провинции Нумидия, затаил злобу против Гордиана. Он повёл против них армию и разгромил их в сражении у Карфагена. Гордиан II погиб в битве, и узнав об этом, Гордиан повесился.
Между тем Максимин, теперь объявленный врагом народа, уже начал поход на Рим с другой армией. Прежние кандидаты сената, Гордианы, не смогли победить его, и зная, что они сами будут обречены на смерть, если император вернётся в Рим, сенаторы решили избрать нового императора для противостояния Максимину. Не имея лучших кандидатов, 22 апреля 238 года они избрали совместными императорами двух пожилых сенаторов, Пупиена и Бальбина (входившими в состав специальной сенаторской комиссии, расследовавшей дела Максимина).
Этот выбор, однако, не был популярен у народа, и толпа забросала камнями и палками новых императоров. Поэтому Марк Антоний Гордиан Пий, тринадцатилетний внук Гордиана I, был назначен императором под именем Гордиан III, чья власть была лишь номинальной, чтобы успокоить население столицы, которое по-прежнему сохраняло верность семье Гордианов.
Пупиен был отправлен во главе армии, чтобы дать отпор Максимину, а Бальбин остался в Риме. Между тем у Максимина возникли собственные проблемы. В начале февраля он добрался до города Аквилеи и там узнал, что город поддержал троих его противников. Максимин начал осаду города, но безуспешно. К апрелю недовольство из-за этой неудачи, отсутствия успеха в кампании в целом, отсутствия запасов и сильной оппозиции со стороны Сената заставило легионеров задуматься о смене лояльности.
Солдаты из II парфянского легиона убили Максимина в собственной палатке вместе с его сыном Максимом (который был назначен заместителем императора в 236 году) и сдались Пупиену в конце июня. Трупы Максимина и его сына были обезглавлены, а их головы отправлены в Рим. В благодарность за спасение Рима от общественного врага солдаты были помилованы и отправлены обратно в свои провинции.
Затем соправитель-император вернулся в Рим и обнаружил, что в городе бушевало восстание. Бальбин не смог справиться с ситуацией, и город сгорел в пожаре в результате мятежа. Для обоих императоров ситуация на время успокоилась, но проблемы остались.
Монеты периода их царствования изображают на одной стороне — одного из них, а на другой стороне — две руки в рукопожатии, что должно было символизировать их сотрудничество. Тем не менее, их отношения были омрачены взаимными подозрениями с самого начала — каждый опасался покушения со стороны второго. Они планировали огромные двойные кампании, Пупиен — против парфян, а Бальбин — против карпов (согласно Гранту — против готов и персов, соответственно), но они часто ссорились и не могли договориться и доверять друг другу.
Во время одного из подобных затяжных споров, 29 июля, Преторианская гвардия решила вмешаться. Преторианцы ворвались в комнату, где находились императоры, схватили их обоих, раздели, проволокли обнажёнными по улицам, пытали и в итоге убили их. В тот же день Гордиан III был провозглашён единоличным императором (238—244), хотя в действительности полномочиями от его имени пользовались советники. Вместе Пупиен и Бальбин правили всего 99 дней.
Гордианы I и II были обожествлены сенатом.